# Дионисио Алваро дос Сантос
Дионисио Алваро дос Сантос (порт. Dyonísio Álvaro dos Santos), также известный как Дионисио дос Сантос или просто Дионисио (даты жизни неизвестны) — бразильский футболист, который играл на позиции вратаря.

## Биография
Достоверно известно, что Дионисио выступал за «Идепендьенте» и «Ипирангу» из Сан-Паулу.
Он также вызывался в сборную Бразилии, которая выиграла чемпионат Южной Америки 1919 года. На турнире спортсмен не сыграл ни в одном матче, основным вратарём был Маркос. Свой единственный матч за сборную он сыграл на Кубке Роберто Чери, в честь вратаря сборной Уругвая Роберто Чери, который умер несколькими днями ранее, во время розыгрыша чемпионата Южной Америки. Сборная Бразилии вышла в футболках «Пеньяроля», за который играл Чери, а соперник — Аргентина — в форме сборной Уругвая. Матч завершился ничьей 3:3.
После окончания карьеры игрока Дионисио работал рефери на Федерацию футбола Сан-Паулу — с 1932 по 1937 год.
Дальнейшая судьба Дионисио неизвестна.